# Denver Invaders
Die Denver Invaders waren ein US-amerikanisches Eishockeyfranchise der Western Hockey League aus Denver, Colorado.  

## Geschichte
Das Franchise der Spokane Comets aus der Western Hockey League wurde zur Saison 1963/64 nach Denver, Colorado, umgesiedelt und änderte seinen Namen in Denver Invaders. In seiner einzigen Spielzeit erreichte das Farmteam der Toronto Maple Leafs aus der National Hockey League den ersten Platz der regulären Saison, in der es zwei Drittel seiner Spiele gewinnen konnte. 
Im Sommer 1964 wurden die Denver Invaders nach Victoria, British Columbia, umgesiedelt und spielten fortan als Victoria Maple Leafs in der WHL.

## Saisonstatistik
Abkürzungen: GP = Spiele, W = Siege, L = Niederlagen, T = Unentschieden, OTL = Niederlagen nach Overtime SOL = Niederlagen nach Shootout, Pts = Punkte, GF = Erzielte Tore, GA = Gegentore, PIM = Strafminuten
| Saison  | GP | W  | L  | T | OTL | SOL | Pts | GF  | GA  | Platz   | Playoffs |
| 1963/64 | 70 | 44 | 23 | 3 | —   | —   | 91  | 271 | 202 | 1., WHL |          |